# ГЕС Сілін
ГЕС Сілін (思林水电站) — гідроелектростанція у центральній частині Китаю в провінції Ґуйчжоу. Знаходячись між ГЕС Гоупітань (вище по течії) та ГЕС Shātuó, входить до складу каскаду на річці Уцзян — великій правій притоці Янцзи.
В межах проекту річку перекрили греблею із ущільненого котком бетону висотою 117 метрів та довжиною 310 метрів. На час будівництва воду відвели за допомогою двох тунелів довжиною 0,9 км та 0,8 км. Гребля утримує витягнуте на 89 км водосховище з площею поверхні 38,4 км2 та об'ємом 1205 млн м3 (корисний об'єм 317 млн м3), в якому припустиме коливанням рівня у операційному режимі між позначками 431 та 440 метрів НРМ (під час повені рівень може зростати до 449,5 метра НРМ, а об'єм — до 1593 млн м3).
Споруджений у підземному виконанні пригреблевий машинний зал має розміри 190х28 метрів при висоті 75 метрів. Крім того, для розміщення трансформаторного обладнання знадобилась окрема зала розмірами 130х19 метрів та висотою 38 метрів.
Станцію обладнали чотирма турбінами потужністю по 262,5 МВт, які використовують напір від 58 до 76 метрів (номінальний напір 64 метра) та забезпечують  виробництво 4064 млн кВт-год електроенергії на рік.
Для забезпечення судноплавства комплекс обладнали судопідйомником, котрий може переміщувати 500-тонні баржі на висоту у 77 метрів.